# 周治中
周治中（1894年—1931年6月30日），江西抚州临川唱凯镇人。中国共产党早期领导人。

## 生平
出生于一个清贫的知识分子家庭。1910年，她考入江西省立女子师范学校，毕业后留校任教。1920年，任江西女子师范附属小学校长，10月经同学李桂生介绍认识正在南昌二中读书的方志敏、袁玉冰和在南昌一中读书的黄道等人，深受他们的影响。同年经李桂生介绍加入中国共产党。1922年2月，参加袁、方领导的学生组织“江西改造社”，从事宣传活动。6月又与刘和珍、刘若安、胡德兰等进步女青年一起，参加方、袁发起的江西马克思主义研究小组，宣传无产阶级革命理论。7月，协助趙醒儂在江西筹建中共党、团组织，办理新文化书社，发行《新青年》、《新江西》等进步刊物，并与趙醒儂、袁玉冰、方志敏等发起成立“马克思主义学说研究会”。1923年，在中共南昌地区组织领导下，负责基层宣传。袁玉冰被捕后，配合赵醒侬、刘和珍等多次组织妇女上街游行抗议，开展营救工作。1924年12月，联合省市妇女名流张来仪、金玉钰、蔡方镛、熊棣华等，发起成立“江西女青年社”，捐资创办平民女校、育德女校，在南昌师范小学、江西女子师范学校附设妇女学习班，帮助贫苦妇女学习文化，受到各界人士欢迎。还经常用唱凯笔名，在刊物《红灯》上发表文章。
1925年11月2日，北伐军包围南昌城，因守敌火力猛烈，难以攻下。北伐军第三次进攻南昌城时，隐蔽在城里的周治中在地下交通员毛仔的引导下，女扮男装，爬到城外，带领北伐军彭见清连长率领的小分队，从城东北方宜巷中的地下水道将北伐军引进城，出其不意地消灭德胜门守军，砍开铁锁，打开城门，北伐军一鼓作气克南昌。同年12月，任南昌市妇女解放协会（后改为联合筹委会，代行省妇联职责）执委副主任。1926年底，蔡畅到达南昌，12月3日主持成立南昌妇女解放协会，周治中被公推为协会副主任。蔡畅离开南昌后，周治中担任中共江西省委妇女部长。1927年3月6日，赣州总工会委员长陈赞贤在赣州惨案中被害。3月中旬，周治中作为江西省工农学妇商各界代表的成员到达武汉，向中央政府请愿改组省党部和省政府，并在湖北省妇女代表大会上报告陈赞贤被害经过，当即得到湖北全省妇女代表的通电声援。5月9日，周治中作为江西代表出席在武汉举行的中共第五次全国代表大会；同年8月，南昌起义爆发后，中共地下党在南昌形势恶化。中共江西省委机关作出“各自择地避风”的应变部署。周治中根据组织安排，回到临川，继续在唱凯、罗针等地发动群众。1928年，中共临川县委机关迁至温泉余坊村，她协助县委书记曾去非开展工作。1929年3月至8月担任中共临川县执行委员、妇运委员、秘书等职，具体领导抚州地区妇女运动。1929年8月到11月，任中共临川县中心县委委员。11月，临川县中心县委再次遭到破坏，周治中被迫离开抚州。1931年，被捕。同年6月30日被杀，年仅37岁。